# Pavel Himl
Pavel Himl (* 1971 Pelhřimov) je český historik a vysokoškolský pedagog, v letech 2014 až 2018 zastupitel městské části Praha 5 za Stranu zelených.

## Život
Vystudoval obor český jazyk – dějepis na Jihočeské univerzitě v Českých Budějovicích (promoval v roce 1994 a získal titul Mgr.). V roce 1999 získal doktorát na Sárské univerzitě v německém Saarbrückenu. Habilitoval se v červnu 2014 v oboru historie a českých dějin na Masarykově univerzitě (získal titul doc.). Absolvoval studijní pobyty v Lipsku (1999) a zejména v Paříži (2000, 2004, 2006 až 2007).
Od roku 2002 je výzkumným pracovníkem Centra pro výzkum vývoje osobnosti a etnicity při Fakultě humanitních studií Univerzity Karlovy v Praze, od roku 2004 je na téže fakultě odborným asistentem a od roku 2014 pak docentem. Od října 2012 do srpna 2015 vedl Katedru obecné antropologie FHS UK v Praze. V roce 2010 externě přednášel na Historickém ústavu Filozofické fakulty Masarykovy univerzity, působil také jako hostující vyučující na univerzitách v Gießenu a Paříži. Jeho specializací jsou evropské dějiny raného novověku (17. a 18. století). Ve svých pracích se zabývá lidovou kulturou, venkovskou společností a okrajovými sociálními vrstvami. Zkoumal také historii panství Český Krumlov.
Pavel Himl žije v Praze, konkrétně v městské části Praha 5.

## Politické působení
Je členem Strany zelených. Ve straně vede odbornou sekci pro vzdělávání a vědu. Jeho hlavním politickým tématem je školství, zejména zlepšení pracovních a finančních podmínek učitelů v České republice. Zasazuje se také o práva gayů a leseb. Od roku 2015 je členem Republikové rady SZ.

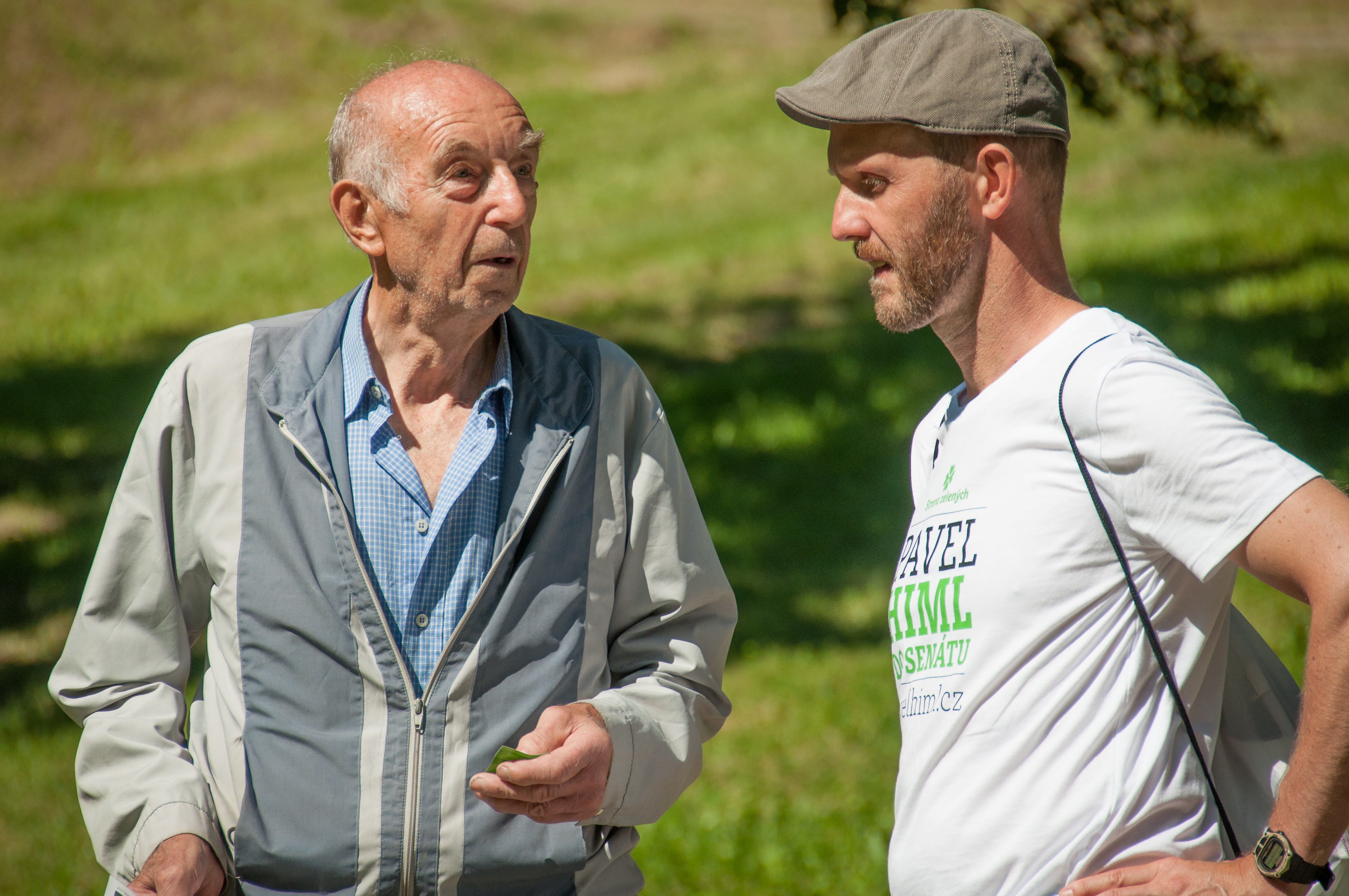
Pavel Himl hovoří s voličem v Českém Krumlově během kampaně do senátu 2016

Do komunální politiky vstoupil, když byl ve volbách v roce 2006 zvolen jako nestraník za SZ zastupitelem městské části Praha 5 (na kandidátce byl původně na 10. místě, ale vlivem preferenčních hlasů skončil šestý). Ve volbách v roce 2010 se mu mandát obhájit nepodařilo. Do zastupitelstva městské části se znovu vrátil až po volbách v roce 2014, kdy uspěl již jako člen SZ. Působil jako předseda Návrhového výboru, místopředseda Školského výboru a místopředseda Komise sociální a zdravotní. Ve volbách v roce 2018 se mu však na kandidátce SZ mandát obhájit nepodařilo.
Ve volbách do Poslanecké sněmovny PČR v roce 2013 kandidoval za SZ v hlavním městě Praze, ale neuspěl. Ve volbách do Senátu PČR v roce 2016 kandidoval za SZ v obvodu č. 10 – Český Krumlov. Se ziskem 3,60 % hlasů skončil na 7. místě a do druhého kola nepostoupil.
Ve volbách do Poslanecké sněmovny PČR v roce 2017 byl lídrem Zelených v Jihočeském kraji, ale neuspěl.